# Winton Motor Carriage Company

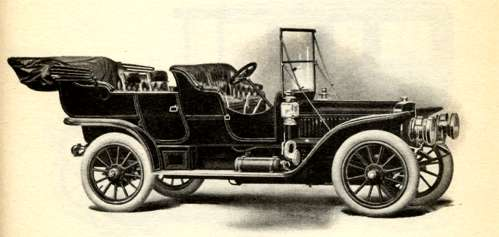
1908 Winton touring car

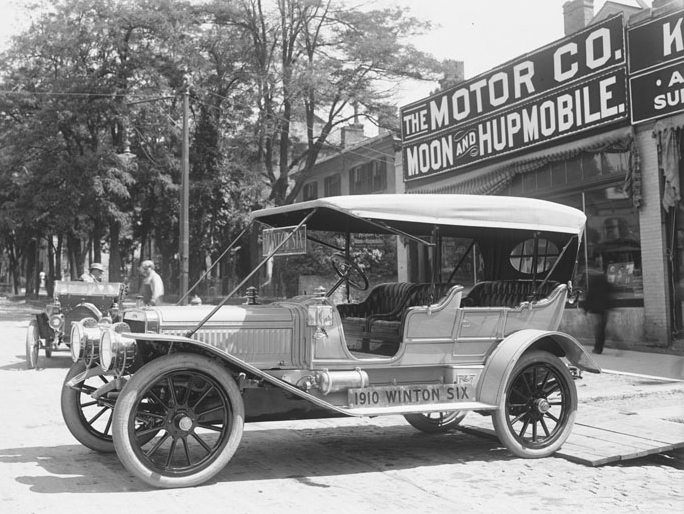
1910 Winton Six

A Winton Motor Carriage Company foi uma fábrica de automóveis pioneira dos Estados Unidos, com sede em Cleveland. Foi uma das primeiras companhias estadunidenses a vender um automóvel.

## História
O imigrante escocês Alexander Winton, proprietário da Winton Bicycle Company, deixou de produzir bicicletas e construiu um automóvel experimental monocilíndrico, antes de inaugurar sua fábrica de automóveis.